# Aberforth Dumbledore
Aberforth Dumbledore este un personaj al seriei de romane pentru copii Harry Potter. Născut în anul 1884, Dumbledore este membru al Ordinului Phoenix.
Lucrează ca hangiu la „Capul de mistreț”, în Hogsmeade.